# Jonas Alberoth
Jonas Alberoth, född den 20 augusti 1965, är ställföreträdande generaldirektör för Folke Bernadotteakademin. Efter reservofficersutbildning tjänstgjorde Alberoth internationellt under 90-talet, bl.a. som samverkansbefäl vid den svenska FN-missionen i Bosnien och som chef för den svenska samverkanssektionen vid den Nato-ledda insatsen i Kosovo. Alberoth var Lunds studentkårs ordförande 1990. I början på 2000-talet arbetade Alberoth som pedagogisk konsult vid Lunds universitet men har sedan Folke Bernadotteakademin inrättades 2002 tjänstgjort där.